# Pardosa monticola
Pardosa monticola este o specie de păianjeni din genul Pardosa, familia Lycosidae. A fost descrisă pentru prima dată de Clerck, 1757.

## Subspecii
Această specie cuprinde următoarele subspecii:
- P. m. ambigua
- P. m. minima
- P. m. pseudosaltuaria